# Ultramagnetic MCs
Ultramagnetic MCs (literalmente "MCs Ultra-magnéticos") é uma banda de hip hop fundada em Nova Iorque, Estados Unidos, em 1984. Uma de suas canções, "Critical Beatdown", figurou na trilha sonora de Grand Theft Auto: San Andreas, mais precisamente na playlist da estação Playback FM. Outra canção, "Ego Trippin'", figurou na trilha sonora do jogo Tony Hawk's Underground 2.

## Discografia

### Álbuns
- 1988 - Critical Beatdown
- 1992 - Funk Your Head Up
- 1993 - The Four Horsemen
- 1994 - The Basement Tapes 1984–1990
- 1996 - New York What Is Funky
- 1996 - Mo Love's Basement Tapes
- 1997 - The B-Sides Companion
- 1998 - Smack My Bitch Up
- 2007 - The Best Kept Secret

### Singles
- 1984 - "To Give You Love"/"Make You Shake"
- 1986 - "Ego Trippin'"/"Ego Bits"/"Funky Potion"
- 1987 - "Traveling At The Speed of Thought (Original)"/"M.C.'s Ultra (Part Two)"
- 1987 - "Mentally Mad"/"Funky"
- 1988 - "Watch Me Now"/"Feelin' It"
- 1988 - "Ease Back"/"Kool Keith Housing Things"
- 1989 - "Give The Drummer Some"/"Moe Luv Theme"
- 1989 - "Traveling At The Speed Of Thought (Remixes/LP Version)"/"A Chorus Line" (com Tim Dog)
- 1991 - "Make It Happen"/"A Chorus Line (Pt. II)"
- 1992 - "Poppa Large (East Coast Remix)/(West Coast Remix)"
- 1993 - "Two Brothers With Checks (San Francisco Harvey)"/"One Two, One Two"
- 1993 - "Raise It Up (com Godfather Don)"/"The Saga Of Dandy, The Devil And Day (Black Baseball)"
- 1994 - "I'm Fuckin' Flippin"
- 1997 - "Watch Your Back"
- 2001 - "Make It Rain"/"Mix It Down"
- 2006 - "Mechanism Nice (Born Twice)"/"Nottz"